# Trupel (jezioro)
Trupel – jezioro w woj. warmińsko-mazurskim, w powiecie iławskim w gminie Kisielice, leżące na terenie Pojezierza Brodnickiego. Nad brzegami jeziora położone są wsie Trupel i Szwarcenowo.
Historycznie jako jezioro przepływowe leżące na Osie było granicą między Pomezanią a Ziemią Chełmińską.

## Hydronimia
Jezioro pojawia się w źródłach w 1326 jako Trupil, a następnie Trupel (1331), Traupel (1371), Trupel (1433), Traupell (1595), Traupelsche See (1796), Trupel (1892), Traupeler See (1926), Jeź. Trupel (1930), Szwarcenowskie Jez. (1932), Szwarcenowskie, Jez (1965), Jezioro Trupel (1970), Szwarcenowo (1996). Państwowy rejestr nazw geograficznych jako nazwę urzędową akwenu podaje Trupel, wymieniając nazwę oboczną Szwarcenowo.

## Morfometria
Według danych Instytutu Rybactwa Śródlądowego powierzchnia zwierciadła wody jeziora wynosi 278,4 ha, natomiast A. Choiński, poprzez planimetrowanie na mapach 1:50 000, określił wielkość jeziora na 296 ha. Jeziorna jednolita część wód powierzchniowych ma powierzchnię 303 ha. Powierzchnia jeziora w ciągu XX w. uległa nieznacznemu zmniejszeniu.
Średnia głębokość zbiornika wodnego to 3,7 m, a maksymalna – 7,8 m. Objętość jeziora wynosi 10 275,7 tys. m³. Maksymalna długość jeziora to 6200 m, a szerokość 1100 m. Długość linii brzegowej wynosi 15050 m. Parametry te sprawiają, że jest to jezioro polimiktyczne.
Według Atlasu jezior Polski (red. J. Jańczak, 1997) lustro wody znajduje się na wysokości 87,3 m n.p.m., natomiast według numerycznego modelu terenu udostępnionego przez Geoportal lustro wody znajduje się na wysokości 86,2 m n.p.m.
Według Mapy Podziału Hydrograficznego Polski leży na terenie zlewni piątego poziomu Bezpośrednia zlewnia jez. Trupel. Identyfikator MPHP to 29639.

## Zagospodarowanie
W systemie gospodarki wodnej jezioro tworzy jednolitą część wód o kodzie PLLW20574. Administratorem wód jeziora jest Regionalny Zarząd Gospodarki Wodnej w Gdańsku. Utworzył on obwód rybacki, który obejmuje między innymi wody jezior Trupel i Potrowickiego (Obwód rybacki jeziora Trupel (Szwarcenewo) na rzece Osa nr 4). Gospodarkę rybacką na jeziorze prowadzi PZW Toruń. W typologii rybackiej to jezioro linowo-szczupakowe. W odłowach dominują gatunki określane jako małocenne gatunki karpiowate, czyli leszcz, krąp i płoć. Pod koniec XX w. zlewnię jeziora w połowie zajmowały pola uprawne, a w połowie siedliska półnaturalne i naturalne – lasy, łąki i pastwiska.
Na odpływie z jeziora znajduje się próg piętrzący.

## Flora i fauna
W 1960 roślinność wynurzona zajmowała 17 ha – 76% linii brzegowej i 6% powierzchni jeziora. W 2018 w fitoplanktonie dominowały sinice, zwłaszcza z rodzaju Anabaenopsis, bruzdnice, zwłaszcza z rodzaju Peridinium i okrzemki, zwłaszcza z rodzaju Fragilaria.

## Czystość wód i ochrona środowiska
W 1996 czystość jeziora oceniono na trzecią klasę. Na ocenę tę miała wpływ głównie duża zawartość materii organicznej – BZT5 osiągało właśnie tę klasę, a ChZT nie mieściło się w normach czystości. Również stan troficzny wyrażony stężeniem związków azotu i fosforu oraz chlorofilu a odpowiadał tej klasie. Wiązało się to z pozaklasową przezroczystością wód, wynoszącą w najlepszym przypadku 1 m. Również przewodność elektrolityczna właściwa była podwyższona (432 μS/cm). Natomiast stan sanitarny był stosunkowo dobry, a miano coli mieściło się w II klasie. W tym czasie jezioro nie było odbiornikiem ścieków, a głównym źródłem zanieczyszczeń był dopływ rzeczny.
Badania z 2018 zaliczyły wody jeziora do wód o słabym stanie ekologicznym, co odpowiada IV klasie jakości. Wskaźnikiem, który zadecydował o czwartej klasie, był stan fitoplanktonu. Przeźroczystość wód została określona na 0,9 metra. Według ówczesnych kryteriów stężenie azotu ogólnego również nie mieściło się dobrym stanie, podczas gdy stężenie fosforu i przewodność elektrolityczna (553 μS/cm) tak. Wśród form azotu dominował azot Kjeldahla, związany z materią organiczną.
Akwen znajduje się na obszarze chronionego krajobrazu o nazwie Jeziora Goryńskiego. Powyższy obszar został ustanowiony w celu ochrony krajobrazu pojeziernego skupiającego jeziora Trupel, Goryńskie i Dłużek z uwagi na ich duże walory wypoczynkowe, turystyczne, rekreacyjne i wędkarskie.